# Élysion

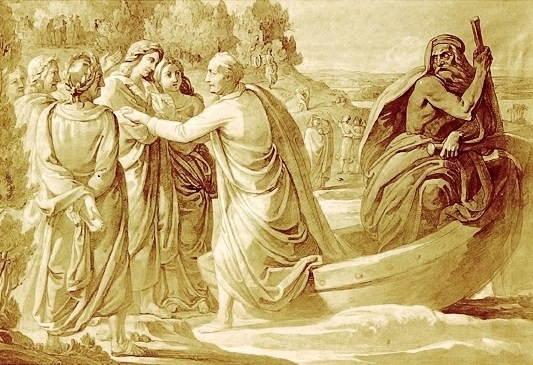
Franz Nadorp: Goethe přichází do Elysia (kolem 1850)

Élysion, starořecky Ἠλύσιον, latinsky Elysium, bylo v řecké mytologii místo na západním okraji Země, kam bohové mohou za živa přenést své oblíbence. Později místo pobytu spravedlivých duší v podsvětí.

## Starověká mytologie
Nesmrtelní hrdinové tam blaženě žijí za stálého jara a bez starostí. Hésiodos mluví o „ostrovech blažených“. Později je chápáno jako součást podsvětí, kam přicházejí duše počestných lidí (na rozdíl od Tartaru, kde jsou duše provinilých trestány).
Podle Homéra to bylo sluncem zalité místo na této straně oceánu, podle Hésioda ostrov duší, podle Pindara je na tomto ostrově palác Kronův (Saturnův). Podle Vergilia se zde setkal Aineiás se svým otcem Anchísem.

## Pozdější významy
V křesťanství se Elysiem rozuměl ráj, nebe, odtud také „Elysejská pole“ (Avenue des Champs-Élysées) v Paříži. Název Elysium se často vyskytuje v populární kultuře, v hudbě i filmu.
Na Marsu dostala tento název štítová sopka Elysium Mons.